# NGC 1065
NGC 1065 é uma galáxia elíptica (E-S0) localizada na direcção da constelação de Cetus. Possui uma declinação de -15° 05' 30" e uma ascensão recta de 2 horas, 42 minutos e 06,2 segundos.
A galáxia NGC 1065 foi descoberta em 29 de Setembro de 1886 por Lewis A. Swift.